# Nicolae I. Rădulescu
Nicolae I. Rădulescu (n.  ?) a fost un general român de cavalerie, care a îndeplinit funcții de comandă în cel de-al Doilea Război Mondial.
Colonelul Nicolae Rădulescu a fost numit la 1 noiembrie 1938, prin Înaltul Decret Regal nr. 3367/1938, în postul de atașat militar, naval și aeronautic în Japonia, preluând acest post de la colonelul Gheorghe Băgulescu pe 8 februarie 1939. A rămas mai mulți ani în acest post și, după ce generalul (r) Băgulescu (care fusese numit ministru plenipotențiar la Tokio în aprilie 1941) a fost rechemat în țară și a părăsit Legația pe 30 octombrie 1943, a condus ad-interim afacerile Legației României în Japonia. Între timp, a fost înaintat la gradul de general de brigadă la 23 martie 1944. Ca urmare a întoarcerii armelor împotriva Puterilor Axei, guvernul României a rupt relațiile diplomatice cu Japonia la 1 noiembrie 1944, iar generalul Nicolae Rădulescu a părăsit Japonia în 15 februarie 1945 și, după un drum îndelungat, a ajuns în România în 17 aprilie 1945 cu nava de pasageri „Transilvania”, pe care se ambarcase la Marsilia.
A fost înaintat la gradul de general de divizie la 16 aprilie 1947, cu vechimea de la 23 august 1946. Generalul de divizie Nicolae I. Rădulescu a fost trecut în cadrul disponibil la 9 august 1946, în baza legii nr. 433 din 1946, și apoi, din oficiu, în poziția de rezervă la 9 august 1947.